# A hobbit: Az öt sereg csatája
A hobbit: Az öt sereg csatája (eredeti cím: The Hobbit: The Battle of the Five Armies) 2014-ben bemutatott epikus fantasy-kalandfilm, melyet Peter Jackson rendezett, valamint Jackson, Fran Walsh, Philippa Boyens és Guillermo del Toro írt. A főszerepben Martin Freeman, Ian McKellen, Richard Armitage, Evangeline Lilly, Lee Pace, Luke Evans, Benedict Cumberbatch, Ken Stott és James Nesbitt látható. Ez a harmadik és egyben utolsó része J. R. R. Tolkien háromrészes könyvadaptációjának. Az első rész címe A hobbit: Váratlan utazás (2012), a második A hobbit: Smaug pusztasága (2013). A filmet a New Line Cinema és Metro-Goldwyn-Mayer készítette, a Warner Bros. Pictures forgalmazta.
Magyarországon szinkronizálva  december 18-án mutatták be, az Amerikai Egyesült Államokban 2014. december 17-én.
A film vegyes értékeléseket kapott a kritikusoktól. A Metacritic oldalán a film értékelése 59% a 100-ból, ami 45 véleményen alapul. A Rotten Tomatoeson A hobbit: Az öt sereg csatája 60%-os minősítést kapott 193 értékelés alapján. Tolkien műveinek hatodik, s egyben utolsó filmes adaptációja pénzügyileg siker aratott; nagyobb bevételt termelt, mint A Gyűrűk Ura: A Gyűrű Szövetsége és A Gyűrűk Ura: A két torony, 2014 második legnagyobb, valamint minden idők 26. legnagyobb kasszasikere lett. A legjobb hangvágás kategóriában Oscar-díjra jelölték.

## Cselekménye
|  | Alább a cselekmény részletei következnek! |

Zsákos Bilbó és a törpök a Magányos Hegyről nézik végig, ahogy Smaug tüze felperzseli Tóvárost. Íjas Bard, akinek sikerül megszöknie a börtönből, fia, Bain segítségével egy fekete nyílvesszővel megcélozza és elejti a fenevadat. A Város Ura és talpnyalói a sárkány lezuhanó tetemének áldozatai lesznek, így Bard lesz a nép új vezetője, aki Suhatag romjai felé vezeti őket. Közben Legolas és Tauriel Gundabad felé veszik az irányt, hogy az orkok titkos tervei után kutakodjanak. Thorin elfoglalja birodalmát, de úrrá lesz rajta a "sárkánykór", és minden erejével azon van, hogy előkerítse az Arkenkövet. Nem tudja, hogy Bilbó már korábban zsebre vágta, aki, látván Thorin állapotát, nem akarja előadni. Balin véleménye, miszerint jobb lenne, ha soha nem kerülne elő, csak megerősíti ebben; közben Thorin elrendeli Erebor elbarikádozását.
Dol Guldurban Galadriel és Radagast sikeresen kimentik Gandalfot a Gyűrűlidércek markából, Saruman és Elrond közreműködésével. Végül Sauron maga száll velük szembe, de testetlen szellemalakját Galadriel kiűzi az erődből Mordorba. Elrond Gondor értesítését szorgalmazza, Saruman pedig, akit láthatóan lenyűgözött a gonosz hatalma, megnyugtatja őt, hogy Sauront nyugodtan rábízhatják. Tauriel és Legolas rájönnek, hogy Azog támadást akar indítani a törpök ellen, de lépre akarja őket csalni: egy második, titkos sereg is útnak indulna, Bolg vezetésével, koboldokkal, trollokkal, és harci denevérekkel.
Thranduil egy hatalmas tündesereg élén Erebor lábához érkezik, ahol megsegíti Bard népét, szövetséget javasolva azért, hogy megszerezhesse azokat a tündeékszereket, amelyek a kincsek között találhatóak. Bard békés megoldást próbál elérni, de kudarcot vall, mert Thorin nem hajlandó tárgyalni. A két sereg közé Gandalf érkezik, aki megpróbálja figyelmeztetni őket a közelgő orktámadásra. A patthelyzetet Bilbó oldja fel, aki a Gyűrű erejét felhasználva az ellenség táborába lopakodik és felajánlja nekik az Arkenkövet, hogy Thorint jobb belátásra bírják. Thorin eszét vesztve majdnem ledobja a várfalról Bilbót, amikor megtudja, hogy ő adta át az ellenségeinek az Arkenkövet, de Gandalf sikeresen kimenti a hobbitot. Ekkor megérkezik Thorin unokatestvére, a Vasdombok ura, Dáin, egy seregnyi törp élén. Mielőtt kitörne a harc, megérkezik Azog és az orksereg, s így a négy sereg közt elkezdődik az ütközet.
Thorin egy látomást követően visszanyeri az eszét, és törpjei élén kitörnek Ereborból. Mikor megtudja, hogy Azog a közeli Hollóbércen vert tábort, úgy döntenek, hogy odamennek és végeznek vele. Nem sejtik, hogy mindez egy csapda. Tauriel és Legolas, valamint a Gyűrű segítségével Bilbó utánuk mennek, hogy figyelmeztessék őket. Sajnos elkésnek: a második hullám miatti rajtaütésben Azog elfogja és megöli Filit. Kili, hogy megbosszulja a halálát, előrerohan, és csatába száll Bolggal. Bolg leüti a gyanútlan Bilbót, majd végez Kilivel, s Tauriellel együtt lezuhan a sziklákról. Ekkor Legolas érkezik, aki gigászi küzdelemben végül végez Bolggal. Közben megérkezik az ötödik sereg: Radagast, Beorn, és a sasok, akik aztán az orkok maradékát is lemészárolják.
A csata végén Bilbó magához tér, és a haldokló Thorinra talál rá: a törpkirály Azoggal vívott mindkettejük számára végzetes párbajt. Halála előtt még megbocsát neki. Küldetéséért a hobbit jutalma egy mithril páncéling, Fullánk, a tünde-tőr, és egy kisebb ládányi kincs. Legolas nem akar visszatérni az erdőtündék közé, ezért apja feladatul adja neki, hogy keresse meg az északi dúnadánok között az ifjú Aragornt.
A tündék, törpök és emberek békét kötnek egymással: Dáin lesz Erebor királya, az emberek részesednek a kincsből és újjáépítik Suhatagot, a tündék pedig visszakapják az ékszereket, amelyekre vágytak. Bilbó hazatér Gandalffal, aki figyelmezteti, hogy tud a gyűrűjéről, és óva inti, hogy nehogy használja. Hobbitfalván aztán azzal szembesül, hogy mivel halottnak hitték, elárverezték a holmijait, így bizonyítania kell, hogy még mindig életben van. Odahaza a kifosztott ház rendbetétele közben kezébe akad a gyűrűje... majd egy jelenettel később az idős Bilbó forgatja a kezében a gyűrűt, miközben kintről kopogtatást hall: a Gyűrűk Ura jelenetével ér véget a film, amikor is Gandalf megérkezik Bilbó 111. születésnapjára.
|  | Itt a vége a cselekmény részletezésének! |

## Szereplők
| Színész              | Szereplő              | Magyar hang                    |
| -------------------- | --------------------- | ------------------------------ |
| Martin Freeman       | Zsákos Bilbó          | Görög László                   |
| Ian Holm             | Zsákos Bilbó idősen   | Fodor Tamás                    |
| Ian McKellen         | Gandalf               | Bács Ferenc                    |
| Benedict Cumberbatch | Smaug Sauron (hangja) | Haás Vander Péter Dengyel Iván |
| Christopher Lee      | Saruman               | Reviczky Gábor                 |
| Cate Blanchett       | Galadriel             | Kovács Nóra                    |
| Hugo Weaving         | Elrond                | Rosta Sándor                   |
| Orlando Bloom        | Legolas               | Rékasi Károly                  |
| Luke Evans           | Bard                  | Szabó Máté                     |
| Evangeline Lilly     | Tauriel               | Nagy-Németh Borbála            |
| Mikael Persbrandt    | Beorn                 | Schneider Zoltán               |
| Stephen Fry          | Tóváros ura           | Sörös Sándor                   |
| Billy Connolly       | Dáin                  | Gesztesi Károly                |
| Lee Pace             | Thranduil             | Hujber Ferenc                  |
| Ken Stott            | Balin                 | Botár Endre                    |
| Richard Armitage     | Tölgypajzsos Thorin   | Széles Tamás                   |

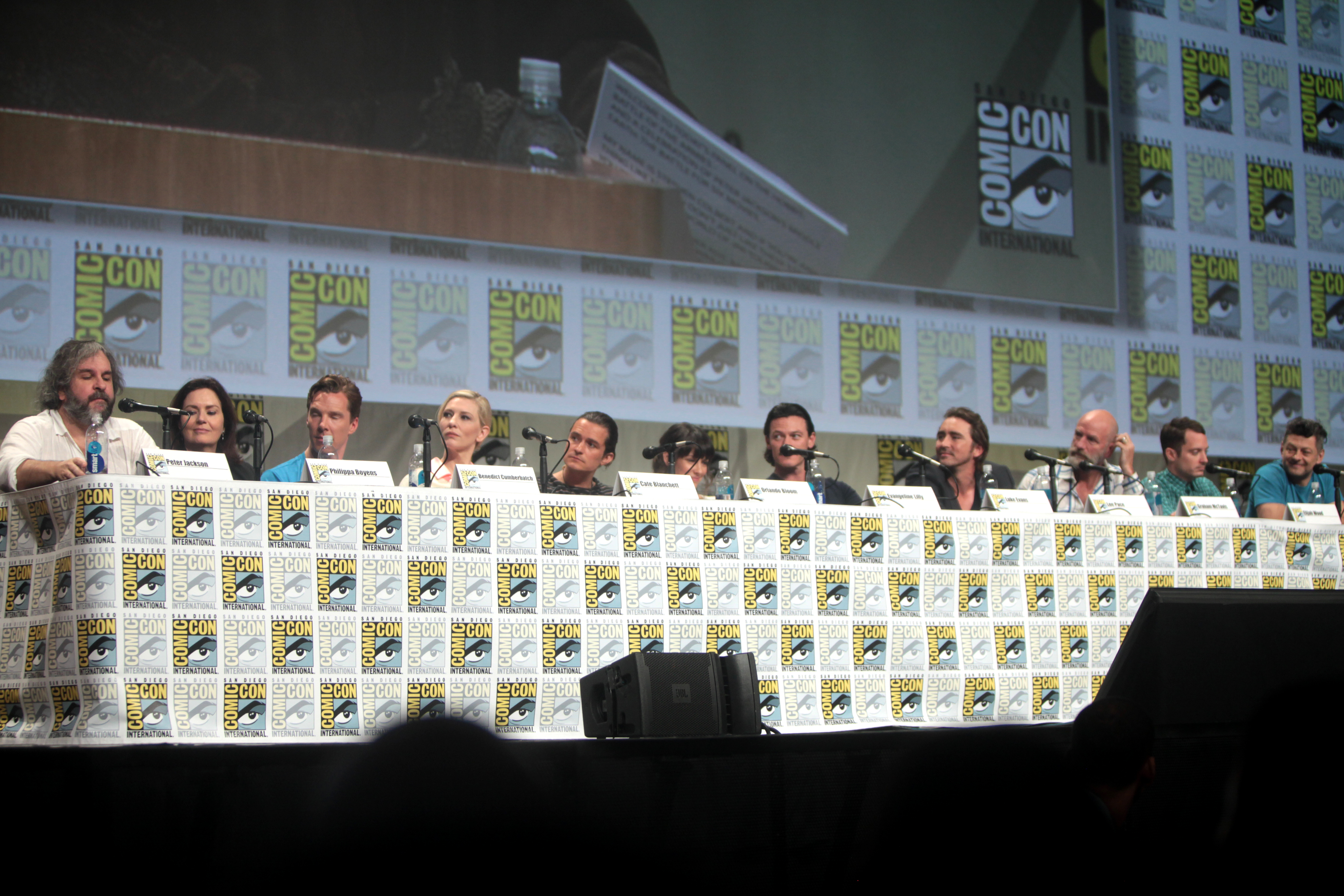
Az Öt sereg csatájának főszereplői 2014-ben

- Graham McTavish mint Dwalin (magyar hangja Epres Attila)
- Aidan Turner mint Kíli (magyar hangja Szatory Dávid)
- Dean O'Gorman mint Fíli (magyar hangja Seder Gábor)
- Mark Hadlow mint Dori (magyar hangja Kassai Károly)
- Jed Brophy mint Nori (magyar hangja Benkő Péter)
- Adam Brown mint Ori (magyar hangja Takátsy Péter)
- John Callen mint Óin (magyar hangja Forgács Gábor)
- Peter Hambleton mint Glóin (magyar hangja Kőszegi Ákos)
- William Kircher mint Bifur (magyar hangja Papucsek Vilmos)
- James Nesbitt mint Bofur (magyar hangja Zámbori Soma)
- Stephen Hunter mint Bombur (magyar hangja Barabás Kiss Zoltán)
- Sylvester McCoy mint Barna Radagast (magyar hangja Harsányi Gábor)
- Manu Bennett mint Azog, a pusztító
- John Tui mint Bolg
- Ryan Gage mint Alfrid (magyar hangja Kaszás Gergő)
- Mark Mitchinson mint Braga
- John Bell mint Bain (magyar hangja Timon Barnabás)
- Peggy és Mary Nesbitt mint Tilda és Sigrid (Tamási Nikolett és Hermann Lilla)
- Simon London mint Feren

További magyar hangok: Csuha Lajos, Stern Dániel, Dézsy Szabó Gábor, Hirling Judit, Téglás Judit, Szalai Imre, Réti Szilvia, Fehér Péter, Mesterházy Gyula, Németh Attila István, Lipcsey Bori, Lázár Erika, Kiss László, Karsai István, Kis-Kovács Luca, Hannus Zoltán, Farkas Zita, Bárány Virág, Bordás János

## Eltérések a könyvtől
A film a Hobbit-regény 13-19. fejezete közt történteket dolgozza fel, valamint a Gyűrűk Ura-függelékben olvasható néhány történést, emellett utal más Tolkien-írásokra is, de a forgatókönyv több tekintetben eltér ezektől a művektől.
- A regényben egy vén rigó az, aki megsúgja Bardnak, hogy hol található Smaug gyenge pontja. A filmben ezt egy, az előző részben felvezetett sztoriszállal fejtik ki: Bard őse, Girion egy fekete nyílvesszővel már megsebezte a sárkányt, de megölni nem tudta, viszont a gyenge pontját így felfedte a hasán, Bard a fia segítségével célozza be a nyílvesszőt.
- Tóváros Ura úgy hal meg, hogy Smaug teteme rázuhan, míg a regényben megszökik, miután felpakolt a város kincseiből, és éhenhal a pusztaságban.
- Mivel a regényben nem szerepel Legolas, Tauriel pedig a filmekhez kitalált karakter, így látogatásuk Gundabadban is a film részére készült, ahogy az óriási denevérek is csak itt találhatók meg. Thranduil feleségére, Legolas anyjára, akit itt kínoztak meg, is csak a filmben van utalás. Gundabad, mint helyszín, másutt kifejtésre kerül Tolkien műveiben.
- Óin, Bofur, Fíli és Kíli a filmben később érik el Erebort, mint a többiek.
- Gandalfot Dol Guldurban folytatott kutatásai során nem fogja el Sauron sem a Hobbitban, sem más Tolkien-művekben, így Galadrielnek sem kell a segítségére sietnie.
- Ugyancsak a Dol Guldurban zajló csata során a könyvekben nincs nyoma annak, hogy a Gyűrűlidércek is jelen lennének. A Gyűrű Szövetségében Gandalf elmondja, hogy Sauront Saruman segítségével űzték ki, miközben a film ellentmond ennek azáltal, hogy Galadriel teszi ezt.
- Tolkien eredeti műveiben Gandalf attól félt, hogy Sauron hasznos szövetségesként tudhatná be Smaugot, és ezzel sakkban tarthatná az esetleg rátámadni szándékozó embereket, törpöket és tündéket. A filmben ezzel szemben Gandalf attól tart, hogy Sauron helyre akarja állítani Angmar gonosz birodalmát, hogy ez az északi ország igázza le a szabad népeket.
- Azog a könyvekben nem jelenik itt meg, hiszen már jóval korábban, az azanulbizari ütközetben megölték őt.
- A filmben az orkok egy őrtorony segítségével tudnak jeleket adni egymásnak.
- A könyvben nem az óriás földevő férgek által létrehozott alagutakon keresztül jut az orksereg a csatatérre
- Mivel Bilbót kiütik a csatában, ezért nem is tudta megírni annak a krónikáját, csak hallomásból. Így a csata során történő események egy jelentős része fikció.
- A filmben Tóváros női is csatlakoznak a férfiakhoz a harcokban.
- A regényben Fíli és Kíli úgy halnak meg, hogy testükkel védelmezik a csata során halálosan megsebesült Thorint, s közben mindkettejüket levágják. Ezzel a szemben a filmben Fílit Azog, Kílit pedig Bolg öli meg.
- A filmben Bolgot Legolas öli meg, míg a könyvben Beorn. Mivel Azog életben maradt a filmben, ezért Thorin halála is másként történik: a könyvben Beorn kimenti őt a csata kellős közepéből, és a többiek által körülvéve hal meg a csata végén.
- Orcristet, a tündekardot a regényben Thorinnal együtt temetik el, a filmben Legolashoz kerül, aki a Tóvárosban es az Öt Sereg csatájában is harcol vele, majd a fegyvertelen Thorinra támadó ork szívébe vágja. Mielőtt az ork lezuhan, Thorin meg tudja szerezni a kardot, így Orcristtal a kezében tud harcba szállni Azoggal. A párbajban megöli Azogot, de ő is halálos sebet kap. A Hegyben temetik el az Arkenkővel és Orcristtal.

.
- Thranduil a művekben nem sokat tud az északi dúnadánokról, dolga se akad velük, így az is kitaláció, hogy Legolast elküldi, hogy keresse meg Aragornt. A könyvek közti időmúlást figyelembe véve ez képtelenség lenne, hiszen Aragorn a Gyűrűk Ura eseményeinek idején már 87 éves, azaz a Hobbit idején kb. 10 éves lehet, s ekkor még Völgyzugolyban kellett nevelkednie Elrond felügyelete alatt, mit sem tudva végzetéről. A filmadaptációban azonban Zsákos Frodó szinte azonnal elindul a Gyűrűvel Mordor felé, nem vár 17 évet, mint a könyvben, így ha ezt az idősíkot fogadjuk el valósnak, Aragorn a húszas évei végén járhat, tehát nem lehetetlen, hogy az északi kószákkal kóborol a vadonban.
- A filmből kimaradt, hogy Bilbó átadja az ékszereket Thranduilnak, ahogy az is, hogy Bard visszaadja az Arkenkövet.

## Bővített változat
A DVD-n és Blu-Rayen megjelent bővített változatban kb. 20 percnyi új jelenet látható.
- Néhány képsorral kibővült a jelenet, amikor Bard megpróbál végezni Smauggal.
- Ugyancsak néhány képsorral bővült az a rész, amikor Smaug megpróbálja elpusztítani Tóvárost.
- Azog megszálló csapatait hosszabb jelenetben mutatják be.
- Dol Guldurban Gandalftól a Három Gyűrű egyikét követelik.
- Galadriel megmutatja valódi erejét, miután megöl egy orkot.
- Elrond és Saruman bővített képsorokon küzd a Gyűrűlidércek ellen.
- Bilbó és Bofur beszélgetése, mielőtt Bilbó magával vinné az Arkenkövet.
- A tündeíjászok Dáin seregeire céloznak, aki kivédi a támadásukat, nyilakat megsemmisítő szerkezettel, majd egy sereg harci kecskével támadnak rájuk. A csatában feltűnik néhány kecske vontatta, sorozatlövő számszeríjjal felszerelt harci szekér.
- A suhatagi ütközet kapott néhány extra jelenetet, ahol többek özt megtudjuk, hová tűnt a fejsze Bifur fejéből.
- Alfridot utoléri a végzete, amikor véletlenül egy troll szájába katapultálja magát.
- Thorin, Fíli és Kili temetése.
- Vaslábú Dáin koronázása.